# Erlöserkirche (Iserlohn)

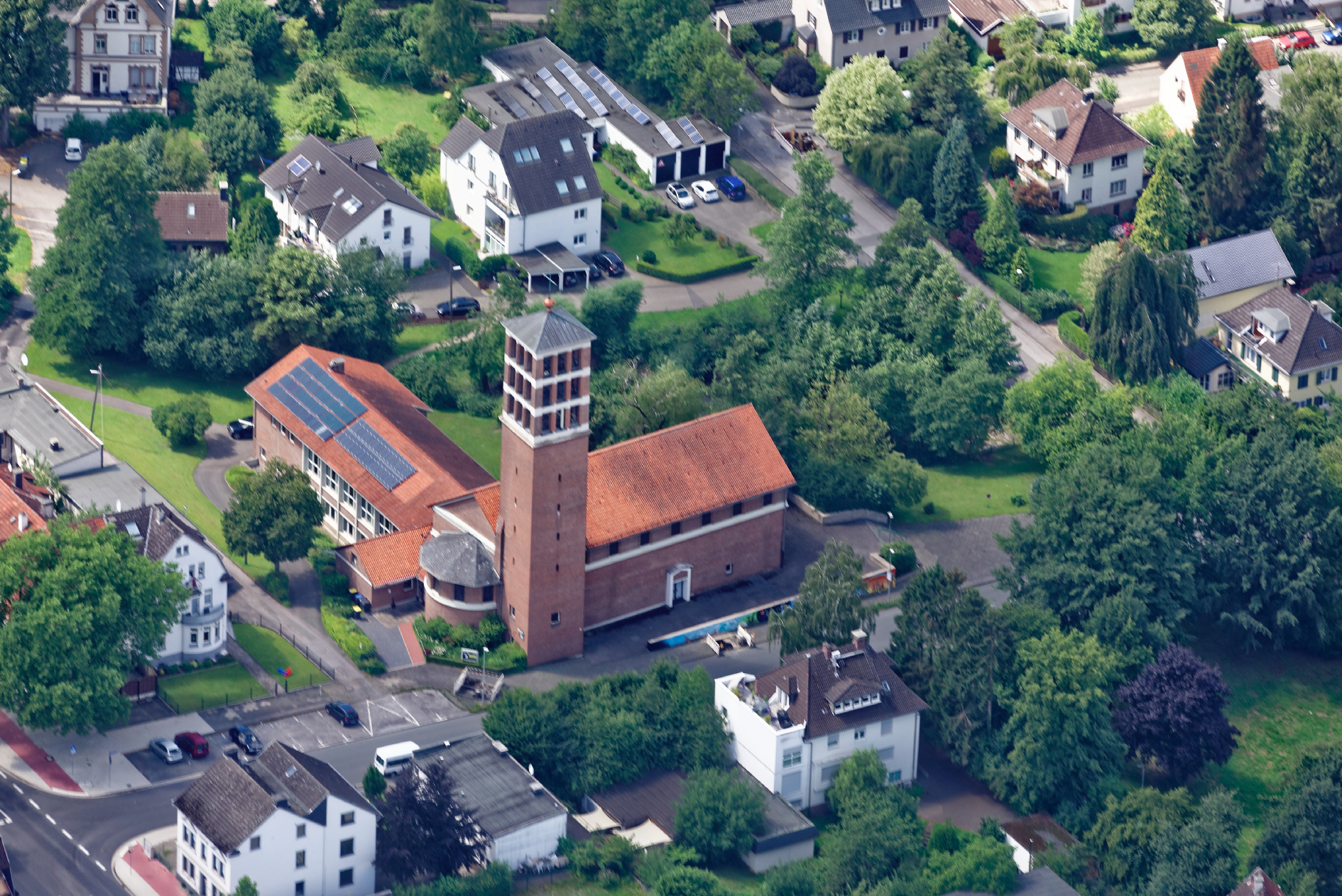
Luftbild (2015)

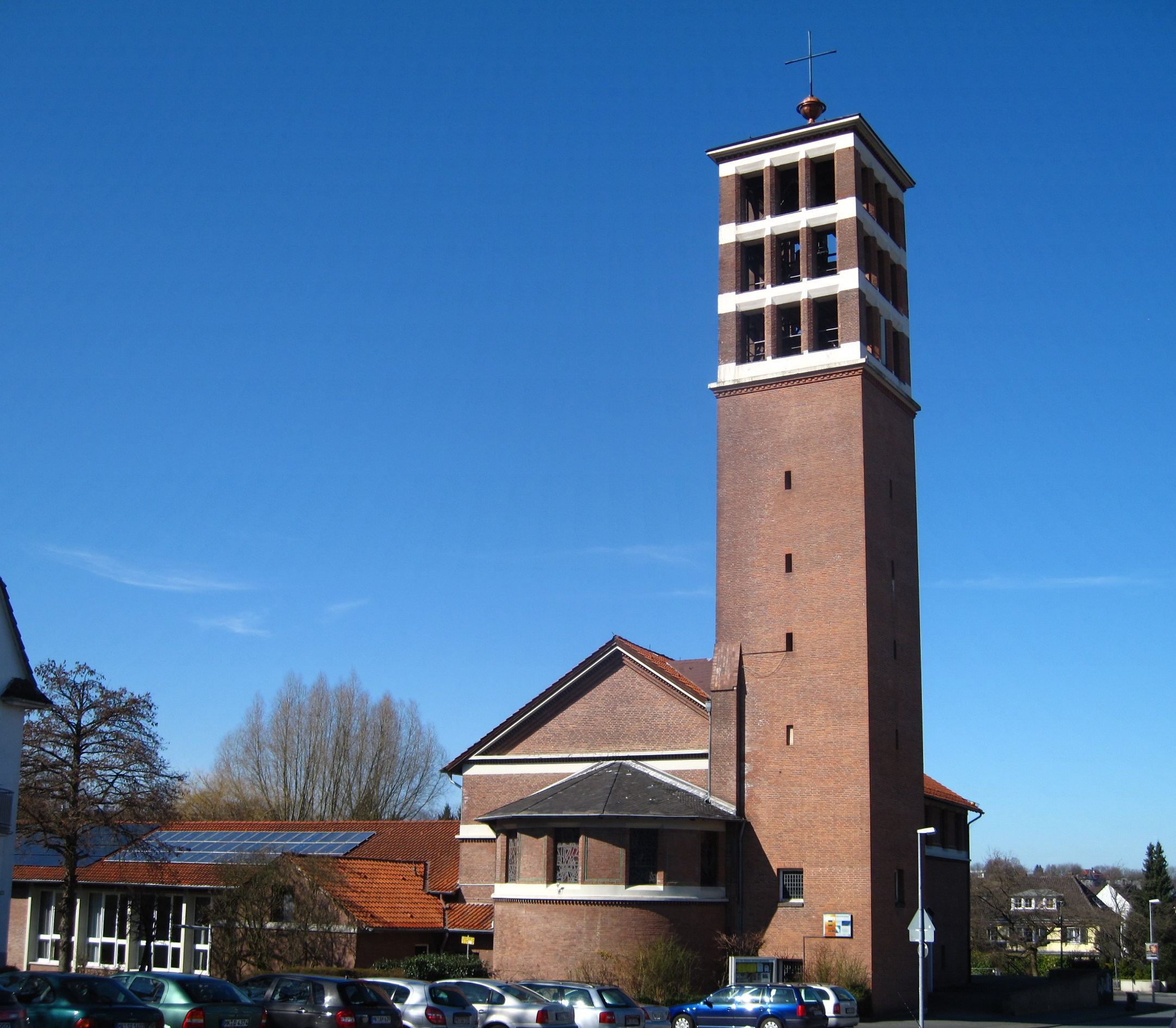
Erlöserkirche

Die Erlöserkirche ist eine evangelische Kirche im Ortsteil Wermingsen der Stadt Iserlohn im Märkischen Kreis. Das gesamte Äußere und Innere des Kirchengebäudes mit Treppe und Podest, sowie das Äußere des angebauten Gemeindehauses, stehen seit 2021 unter Denkmalschutz.
In den 1950er Jahren wurde der Grundstein gelegt, die Weihe erfolgte Ende Oktober 1957 durch den Präses der evangelischen Kirche von Westfalen Ernst Wilm.
Die Kirche wurde nach Plänen des aus Mettmann stammenden Architekten Denis Boniver in reiner Backsteinarchitektur mit einem einschiffigen Langhaus und einem halbkreisförmigen Altarraum mit Betonskelettstreben errichtet. Der Kirchraum ist schlicht gehalten.
15 kleine Fenster im oberen Fünftel der seitlichen Backsteinwände lassen nur wenig Licht in das Langschiff fallen. Sieben der kleinen Fenster befinden sich in der linken östlichen Längswand. Ebenfalls an der linken Backsteinwand befindet sich auf einer Empore die 1968 gebaute Orgel aus der Wilhelmshavener Orgelbauwerkstatt Führer. Diese 
Im Altarraum befinden sich fünf Kirchenfenster aus Antikglas in Blei und Schwarzlot gefasst. Über der Empore am Hauptportal findet sich ein Rundfenster aus in Blei gelegtem Antikglas. Die Antikglasfenster wurden um 1960 nach Entwürfen des Iserlohner Pfarrers und Künstlers Erich Tomczak gefertigt.
Die Satteldachkonstruktion aus Holz ist zum Kirchenraum hin offen gehalten.
Der Kirchturm, der in seiner Achse etwas gedreht ist, steht an der südöstlichen Ecke des Kirchengebäudes. Auf seiner Spitze in 50 Meter Höhe befindet sich eine kupferne Weltkugel, die von einem acht Meter hohen Kreuz gekrönt wird.
Der quadratische Turm beherbergt vier Gussstahlglocken, die in den Tönen dis', fis', gis' und h' erklingen.
An das Kirchengebäude schließt sich westlich ein Gemeindehaus an, das mit der Kirche direkt verbunden ist.